# Patellapis tenuimarginata
Patellapis tenuimarginata är en biart som först beskrevs av Heinrich Friese 1925.  Patellapis tenuimarginata ingår i släktet Patellapis och familjen vägbin. Inga underarter finns listade i Catalogue of Life.